# Эссенер 1899
«Эссенер 1899» (нем. Essener Sportverein 1899) — немецкий футбольный клуб из Эссена, Северный Рейн-Вестфалия. Основан в 1899 году. После слияния с клубом «Рейнланд 06» в 1974 году стал называться «Эссенер 99/06» (нем. Essener Sport-Gemeinschaft 99/06).

## История
Основан 23 марта 1899 года Вальтером Бакмейстером (до 1904 года также был первым председателем клуба), что делает его старейшим футбольным клубом Эссена. В 1900 году гимнастический клуб «Эссенер Турнербундс» основал свою футбольную команду, которая стала соперничать с главным клубом города. Спустя два года «Эссенер» принял участие в первом чемпионате Западной Германии. В группе Рейн/Рур команда заняла первое место, одержав 8 побед в 10 матчах, забив 28 голов и пропустив 7. В финальном турнире клуб занял второе место, уступив «Кёльнеру». Это был единственный крупный успех в истории: в течение следующих пяти лет «Эссенер» всегда уступал первую строчку в группе «Дуйсбургеру», а с расширением чемпионата к 1910-м перестал быть главным клубом города, уступив место «Турнербундс». В последнем чемпионате Западной Германии во второй группе района Рур занял последнее место.
После Второй мировой не смог вернуть былые позиции в стране, однако оставался одной из самых крупных спортивных ассоциаций в городе: кроме футбольной, действовали секции бадминтона, хоккея, настольного тенниса и гимнастики. В 1974 году слился с клубом «Рейнланд 06» (нем. BTLV Rheinland 06) и стал называться «Эссенер 99/06» (нем. Essener Sport-Gemeinschaft 99/06). В сезоне 2009/10 получил повышение в Бециркслигу (VIII уровень в системе футбольных лиг Германии). В сезоне 2023/24 выступает в Крайслиге Эссен А2 (X уровень). В мае 2024 года клуб подал в суд на власти города из-за содержания тренировочной базы в непригодном состоянии.